# ریکاردو والدز والنتین
ریکاردو والدز والنتین (انگلیسی: Ricardo Valdez Valentine؛ زادهٔ ۲۴ ژوئن ۱۹۹۲) که بیشتر با نام هنری بلک (به انگلیسی: 6LACK) شناخته می‌شود (عدد "6" در ابتدای نامش به جای حرف "B" استفاده شده است، و اسم او به‌صورت "بلک" (Black) خوانده می‌شود) موسیقی‌دان آمریکایی است. وی از سال ۲۰۱۱ میلادی تاکنون مشغول فعالیت بوده‌است و بیشتر در سبک‌های R&B و هیپ‌هاپ فعالیت می‌کند و به خاطر صدای خاص و اشعار احساسی‌اش شناخته می‌شود.